# Luigi Rovati
Luigi Rovati (n. 24 noiembrie 1904, Cinisello Balsamo, Lombardia, Regatul Italiei – d. 8 martie 1989, Locarno, Cantonul Ticino, Elveția) a fost un boxer ce a reprezentat Italia, medaliat olimpic. A participat la o ediție a Jocurilor Olimpice (1932) în care a câștigat o medalie de argint.

## Participări
Lista de mai jos prezintă principalele competiții la care a participat Luigi Rovati de-a lungul carierei.
- boxing at the 1932 Summer Olympics – heavyweight[*]